# Zum Römischen Kaiser (Niederselters)

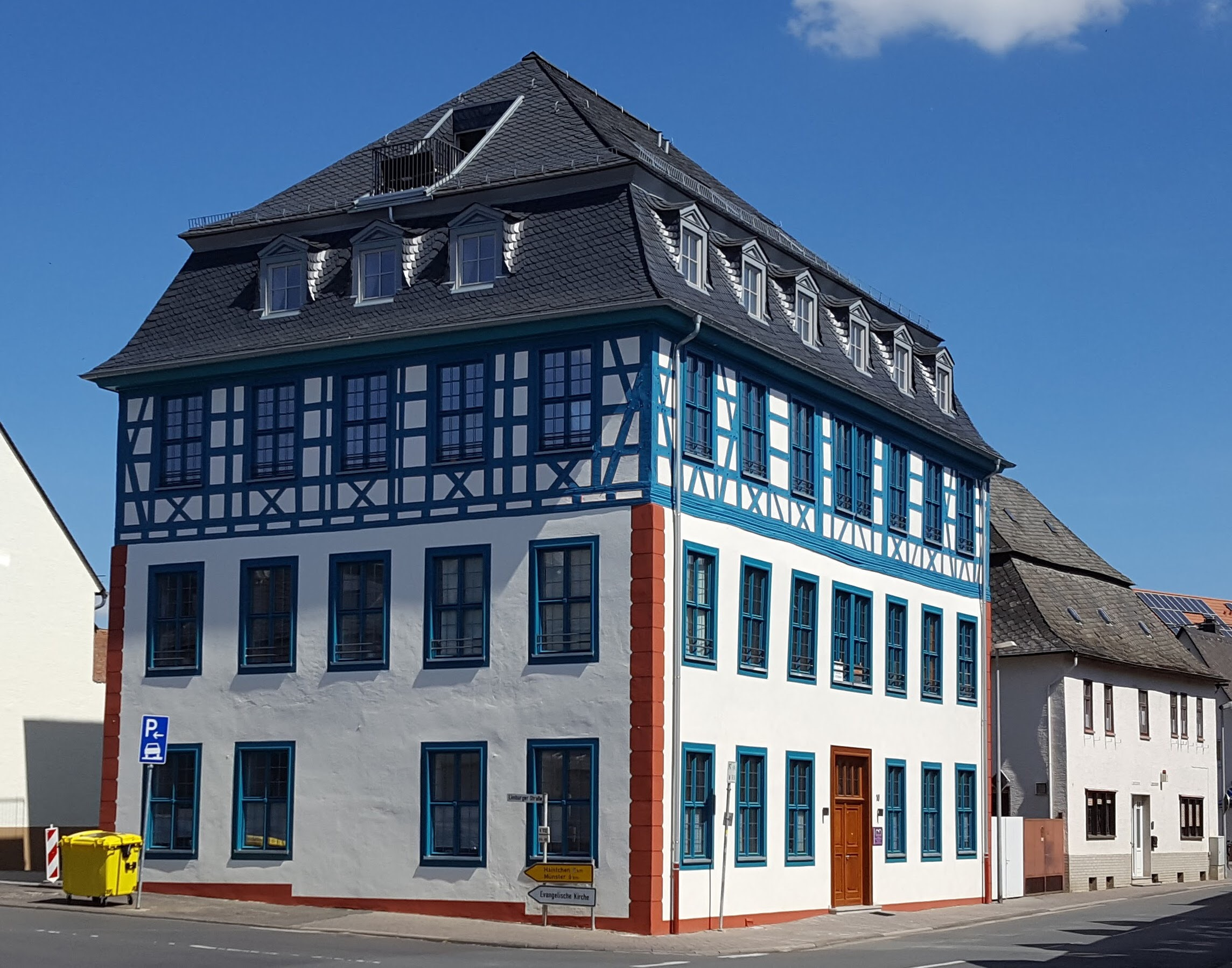
Ehemaliges Gasthaus „Zum Römischen Kaiser“ im Mai 2016

Der ehemalige Gasthof Zum Römischen Kaiser ist ein denkmalgeschütztes Haus im Ortsteil Niederselters der mittelhessischen Gemeinde Selters (Taunus).
Das bis heute erhaltene Hauptgebäude wurde im 18. Jahrhundert als Gasthaus errichtet, in der Zeit um und nach 1800 wurde es zudem als Poststation genutzt. Während die unteren zwei Geschosse aus Bruchsteinmauern mit einer Dicke von etwa einem Meter bestehen, ist der dritte Stock als Fachwerkkonstruktion ausgeführt. In den 1970er Jahren wurde das Mansard-Walmdach durch ein Satteldach ersetzt, das Haus zudem mit Eternit verkleidet, was nach Aussage des Landesamts für Denkmalpflege „den Eindruck massiver Unförmigkeit [bewirkt]“.
Ende Mai 2012 gab der heimische Bundestagsabgeordnete Klaus-Peter Willsch bekannt, dass der Haushaltsausschuss des Bundestags 180.000 € für die Sanierung des Gasthofs bereitstellen wird. Diese umfasst insbesondere die Wiederherstellung des Mansarddachs. Auch das Land Hessen wird die Baumaßnahmen finanziell unterstützen.

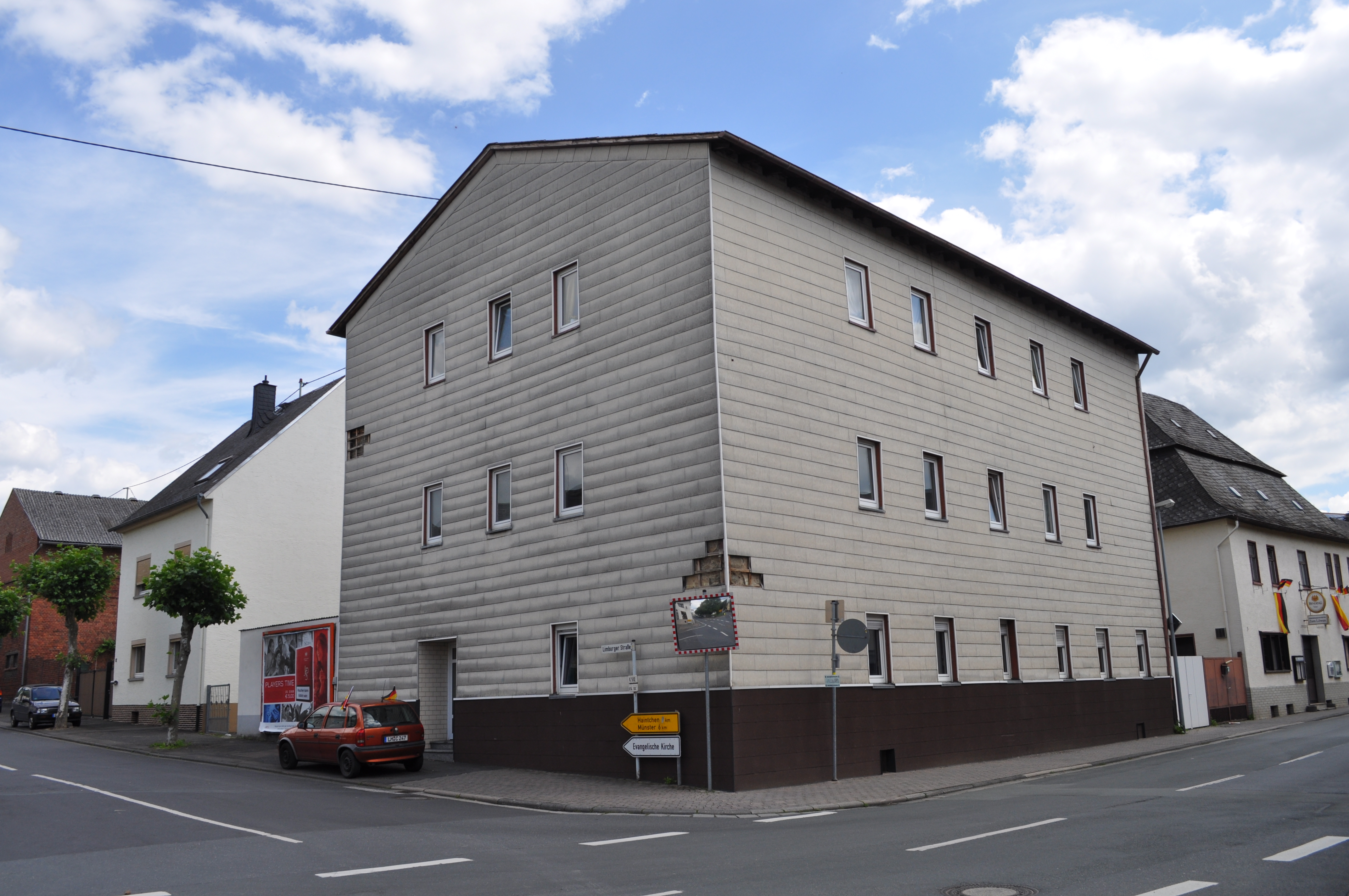
Gebäudeansicht vor der Sanierung im Juni 2012